# 杭州国际金融中心
杭州国际金融中心（原名江河汇综合体项目）是位于杭州市钱江新城二期的城市综合体，地处京杭运河与钱塘江交汇处三堡船闸的东西两侧，包括办公、商场、住宅、酒店、酒店式公寓、开放式街区等，它由新鸿基地产与中国平安联合打造，扎哈·哈迪德建筑师事务所担纲设计，总投资超过300亿，目前正在建设中。这是新鸿基继在香港、上海和南京之后打造的第四座IFC，也是新鸿基地产在国内单体最大的项目。

## 简介
2019年8月7日，新鸿基联合中国平安以总价132.6亿元竞得该项目地块，创造了杭州土拍史上单项目成交总价之最。根据规划将建造7幢29到38层不等的住宅，总建面约12.8万方，商业体量超过20万方。总建筑面积约130万平米，地上超80万平米。
2020年11月8日，举行奠基仪式。
2022年2月，江河汇综合体正式命名为杭州国际金融中心（IFC）。
设计团队从杭州独有的非物质文化遗产“杭罗织造技艺”中获得灵感，以“穿针引线·无缝城市”的概念，“链接”起不同地块、不同业态。而汇东、汇西这两个区域会由一座步行桥连接在一起。汇西有商业街区、写字楼、服务式公寓，汇东有住宅、商场、酒店和写字楼，汇中区域由政府主导，有“城市之眼”摩天轮、江岸公园。